# سيمون أمان

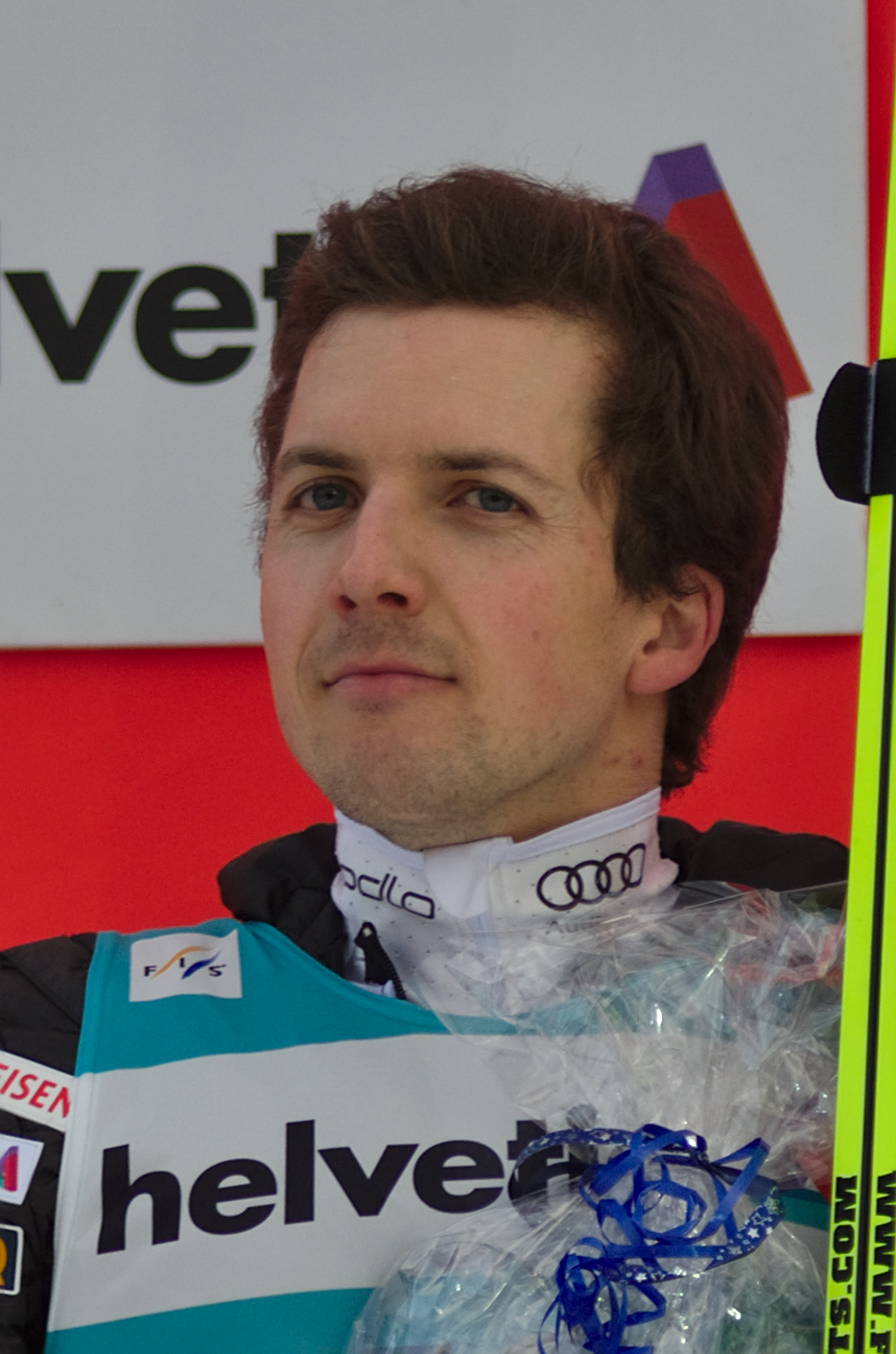
سيمون أمان.

سيمون أمان (Simon Amman) هو لاعب أولمبي لرياضة قفز تزلجي من سويسرا. شارك في الأولمبياد الشتوي في 2002–2010، وفاز بما مجموعه 4 ميداليات.

## الميداليات
| ذهب | فضة | برونز | المجموع |
| 4   | 0   | 0     | 4       |

## روابط خارجية
- سيمون أمان على موقع الاتحاد الدولي للتزلج (القفز التزلجي) (الإنجليزية)
- سيمون أمان على موقع اللجنة الأولمبية الدولية (الإنجليزية)
- سيمون أمان على موقع أوليمبيديا (الإنجليزية)
- سيمون أمان على موقع اللجنة الأولمبية الصينية (الإنجليزية)